# Nguyễn Tiến Trung
Nguyễn Tiến Trung (sinh năm 1983) tại Thái Bình là thạc sĩ công nghệ thông tin được coi là nhân vật bất đồng chính kiến Việt Nam.
Ngày 7 tháng 7 năm 2009, Trung bị chính quyền Việt Nam bắt giữ với tội "tuyên truyền chống nhà nước."
Ngày 12 tháng 4 năm 2014, chính quyền Việt Nam đã trả tự do cho Nguyễn Tiến Trung trước thời hạn. Cùng đợt trả tự do có ông Vi Đức Hồi và tiến sĩ Luật Cù Huy Hà Vũ.

## Học vấn
Năm 1998 – 2001, Nguyễn Tiến Trung là học sinh Trung học Phổ thông chuyên Lê Hồng Phong (Thành phố Hồ Chí Minh).
Năm 2001 – 2002, Trung là sinh viên trường Đại học Bách Khoa thành phố Hồ Chí Minh.
Năm 2002, Trung sang Pháp du học tại trường Institut National des Sciences Appliquées (INSA), và tốt nghiệp thạc sĩ công nghệ thông tin tại trường này ngày 27 tháng 6 năm 2007.

## Hoạt động

### Tại Pháp
Thời gian cuối năm 2004, tại Pháp, Nguyễn Tiến Trung cùng với nhóm du học sinh Nguyễn Hoàng Lan (tên thật là Nguyễn Thị Hường), Trần Chiêu Việt, Nguyễn Việt Quốc, Nguyễn Đăng Quang và Đỗ Thế Kỷ phổ biến trong cộng đồng du học sinh tư tưởng về tự do, dân chủ, nhân quyền. Một số tờ báo ở Việt Nam cho rằng đây là "những hoạt động kích động chống phá Nhà nước Việt Nam" về "tự do, dân chủ và nhân quyền". Ngày 1 tháng 3 năm 2006, Nguyễn Tiến Trung đã gửi ông Nguyễn Minh Hiển, Bộ trưởng Bộ Giáo dục và Đào tạo Việt Nam lúc đó, bức Thư ngỏ của một sinh viên bình thường bàn về vấn đề giáo dục chủ nghĩa và tư tưởng trong nhà trường. Bình luận về bài này sau khi anh đã bị bắt vào năm 2009, báo Công an Nhân dân cho rằng: Nguyễn Tiến Trung đã "lợi dụng một vài thiếu sót, bất cập của hệ thống giáo dục Việt Nam" và "cố tình xuyên tạc" thay vì chân thành góp ý để sửa sai.
Ngày 28 tháng 2 2006, Nguyễn Tiến Trung viết Bản góp ý dự thảo Báo cáo chính trị Đại hội Đảng X nhưng không nhận được phản hồi từ phía chính quyền. Trong bài viết Giải pháp nào cho Việt Nam đăng trên BBC, Nguyễn Tiến Trung tố cáo giới lãnh đạo Đảng Cộng sản Việt Nam "vi phạm Hiến pháp khi vẫn không tôn trọng quyền tự do báo chí, cũng như quyền tự do lập hội, lập đảng của người dân Việt Nam", phê phán đảng cộng sản "không có khả năng tự giác, tự sửa đổi, tự làm trong sạch để giải quyết các vấn đề bức xúc của đất nước". Cũng trong bức thư ngỏ, Nguyễn Tiến Trung ca ngợi bản Hiến pháp 1946, bản hiến pháp đầu tiên của Việt Nam, "đã xác định rõ quyền bình đẳng tham gia chính quyền của mọi đảng phái, mọi thành phần trong xã hội" và khẳng định "các bản hiến pháp 1959, 1980, và 1992 không có giá trị pháp lý" "vì không có một cuộc trưng cầu dân ý thật sự". Cuối cùng, Nguyễn Tiến Trung đề xuất giải pháp "tự do báo chí", "bầu cử tự do" và kêu gọi thanh niên Việt Nam "thúc đẩy Đảng và Nhà nước làm cho đúng".
Ngày 6 tháng 5 năm 2006, Trung đã tập hợp một số du sinh gồm Nguyễn Hoàng Lan, Trần Chiêu Việt, Nguyễn Việt Quốc, Nguyễn Đăng Quang, Đỗ Thế Kỷ... thành lập Tập hợp Thanh niên Dân chủ. Tháng 4 năm 2007, các báo Việt Nam đăng bài cho rằng tổ chức này được thành lập rồi kêu gọi cộng đồng du học sinh ủng hộ hoạt động đấu tranh.

#### Marathon Nối Vòng Tay Lớn
Từ 1 tháng 7 2006 tới tháng 10 tháng 2006, Trung cùng các bạn Tập hợp Thanh Niên Dân chủ (THTNDC) tổ chức chương trình "Marathon Nối Vòng Tay Lớn", nội dung chính là thu thập chữ ký vận động dân chủ cho Việt Nam để gửi tới các lãnh đạo các quốc gia tới Việt Nam tham dự APEC cuối năm 2006.
Ngày 11 tháng 8 năm 2006 sau khi gặp tổng thống George Bush, Nguyễn Tiến Trung trở về Pháp và có viết một bài đăng BBC với nhan đề "Suy nghĩ sau một chuyến đi xa" để kêu gọi ủng hộ cho "công cuộc dân chủ hóa Việt Nam" và tổ chức vận động, thu thập chữ ký ủng hộ chiến dịch marathon "nối vòng tay lớn". Hành động này nhận được sự ủng hộ của một số người Việt chống Cộng tại Pháp nhưng chịu sự lên án của du học sinh Việt Nam tại Đại học Rennes ở Pháp.
Trung sau đó sang Canada (9/11) gặp một số nhân vật trong chính phủ Canada để vận động họ ủng hộ cho phong trào dân chủ ở Việt Nam khi họ đến dự APEC. Theo Nguyễn Tiến Trung, thủ tướng Canada, Stephen Harper, nói rằng ông hoàn toàn đồng ý với những gì anh trình bày và chính phủ nước ông sẽ ủng hộ, hỗ trợ cho các thành viên của Tập hợp thanh niên dân chủ cũng như các tổ chức dân chủ khác trong nước. 
Ngoài tổng thống George Bush tại Hoa Kỳ, thủ tướng Canada, Trung còn được gặp chủ tịch hội đồng châu Âu René Van Der Linden (25/9). Theo THTNDC, René Van Der Linden có nói, châu Âu sẽ giúp đỡ để bảo vệ các thành viên của Tập hợp Thanh Niên Dân chủ nếu như các thành viên của Tập hợp bị làm khó dễ ở Việt Nam, cũng như là đối với các nhà đấu tranh dân chủ trong nước.
Báo Lao động ngày 21 tháng 4 năm 2007 viết "ngày 15 tháng 7 năm 2006, tại "Đại hội sinh viên Việt Nam" do các nhóm người Việt lưu vong tại Mỹ phối hợp tổ chức tại San Jose, bang California với chủ đề: "Tuổi trẻ Việt hãy đoàn kết vì tự do, dân chủ cho Việt Nam", trên diễn đàn của "đại hội", Nguyễn Tiến Trung đã phát biểu rằng: "Thanh niên Việt Nam đang phải sống trong chế độ toàn trị, quyền con người, quyền công dân bị vi phạm, không có tương lai"... Nguyễn Tiến Trung đã kêu gọi thanh niên trong và ngoài nước cùng nhau thúc đẩy cho "dân chủ hóa" ở Việt Nam và kêu gọi cộng đồng du sinh nên trao đổi những thông tin về "dân chủ, pháp trị, xã hội công dân...", để khi về nước sẽ truyền bá những "tư tưởng" đó và dấn thân và công cuộc đòi "dân chủ, tự do" cho Việt Nam".

### Về Việt Nam
Ngày 5 tháng 8 2007, sau 5 năm học tập ở Pháp, Nguyễn Tiến Trung về Việt Nam.
Ngày 28 tháng 2 2008, Nguyễn Tiến Trung được lệnh tham gia nghĩa vụ quân sự.
Ngày 5 tháng 3 2008, Nguyễn Tiến Trung gia nhập quân đội theo lệnh gọi nhập ngũ. Theo lời mẹ của Nguyễn Tiến Trung, anh không chịu tuyên thệ Mười lời thề danh dự của quân nhân là "vì Trung nói nếu đọc 10 lời thề như Bác Hồ viết thì Trung đọc, nhưng 10 lời thề này đã sai với ý của Bác Hồ đi rồi, nên Trung không đọc."
Cơ quan điều tra cho biết, trong hơn một năm thực hiện nghĩa vụ quân sự tại Trung đoàn Gia Định (5/3/2008-6/7/2009), Nguyễn Tiến Trung đã liên tục vi phạm các quy định của quân đội như: tiết lộ bí mật hành quân, chống mệnh lệnh cấp trên, không đọc 10 lời thề, không thực hiện nhiệm vụ phân công. Ngày 6 tháng 7 năm 2009, Trung bị quân đội loại ngũ.

## Bị khởi tố và tạm giam
Trưa ngày 7 tháng 7 năm 2009, Cơ quan An ninh điều tra- Bộ Công an đã khởi tố bắt tạm giam Nguyễn Tiến Trung một theo Điều 88 Bộ luật Hình sự về hành vi chống Nhà nước, có sự phê chuẩn của Viện Kiểm sát nhân dân Tối cao. Theo báo Tuổi Trẻ, anh đã hợp tác với vài cá nhân ở trong và ngoài Việt Nam nhằm "chống chính quyền và thay đổi chế độ chính trị ở Việt Nam". Theo báo Công an Nhân dân, sau khi bị bắt, Nguyễn Tiến Trung đã thừa nhận: "Đảng dân chủ Việt Nam" chưa có văn phòng công khai, tôi lại ít kinh nghiệm nên chưa mời được ai tham gia vào "đảng". Số đảng viên do các ủy viên trung ương khác kết nạp như thế nào, bao nhiêu tôi cũng không rõ. Ông Hoàng Minh Chính nắm rõ nhất nhưng cũng chưa nói cho tôi...""
Ngày 19 tháng 8 năm 2009, truyền hình Việt Nam cho đăng 1 đoạn phim quay cảnh nhận tội của 4 người bất đồng chính kiến, trong đó có Nguyễn Tiến Trung.

## Phát biểu trên truyền hình Việt Nam
Ngày 19 tháng 8, truyền hình Việt Nam cho đăng 1 đoạn phim quay cảnh nhận tội của 4 người bất đồng chính kiến, trong đó có Nguyễn Tiến Trung. Trên đoạn phim này anh thừa nhận đã tham gia vào Đảng Dân chủ và theo sự chỉ đạo của Nguyễn Sỹ Bình và Nguyễn Xuân Ngãi đã vận động nhiều người như Lê Công Định, Trần Anh Kim, Trần Huỳnh Duy Thức thực hiện các hoạt động vi phạm nghiêm trọng pháp luật của nhà nước Cộng hòa xã hội chủ nghĩa Việt Nam. Anh cũng nói rằng sau "một thời gian làm việc với cơ quan điều tra", anh đã "nhận ra" sự giúp đỡ "đấu tranh dân chủ" từ nước ngoài chủ yếu vì lợi ích của các nước đó trước và tuyên bố "từ bỏ" Tập hợp thanh niên dân chủ cũng như Đảng dân chủ Việt Nam, chấm dứt các hoạt động "chống Nhà nước". Anh cũng bày tỏ hy vọng được hưởng "khoan hồng" để sớm trở về "đóng góp thiết thực vào sự phát triển của đất nước".
Vụ "nhận tội" này đã gây ra phản ứng khác nhau trong dư luận, trong khi có một số ý kiến nghi ngờ về tính tự giác của lời khai hoặc thất vọng về việc phát biểu của Nguyễn Tiến Trung và một số người cùng bị bắt thì một số khác cho rằng họ đã rút ra được nhiều bài học.

## Xét xử
Ngày 20 tháng 1 năm 2010 Nguyễn Tiến Trung cùng ba nhà bất đồng chính kiến khác: Trần Huỳnh Duy Thức, Lê Công Định và Lê Thăng Long đã được xét xử sơ thẩm tại Tòa án Nhân dân Thành phố Hồ Chí Minh. Bản cáo trạng của Viện kiểm sát buộc tội Trung "hoạt động nhằm lật đổ chính quyền nhân dân", vi phạm khoản 1 điều 79 bộ Luật Hình sự Việt Nam bằng cách móc nối với tổ chức bất hợp pháp Đảng Dân chủ Việt Nam và thành lập Tập hợp Thanh niên Dân chủ. Tại tòa, Nguyễn Tiến Trung đã thừa nhận hành vi phạm tội, khai rằng đã quá tin tưởng bởi dụ dỗ của Trần Huỳnh Duy Thức. Kết thúc phiên tòa, Nguyễn Tiến Trung bị tuyên án bảy năm tù và ba năm quản thúc. Những bị cáo khác trong buổi xét xử cũng lãnh án tù từ 5 đến 16 năm. Sau phiên xử này các tổ chức quốc tế như Tổ chức Theo dõi Nhân quyền, Phóng viên không biên giới, Ân xá Quốc tế, Freedom House cũng như bộ ngoại giao của Anh và Mỹ đều chỉ trích hành xử của chính quyền Việt Nam đối với những người vận động ôn hòa. Phái bộ của khối Liên minh châu Âu cũng lên tiếng nhận xét ràng đây là một bước lùi đáng tiếc về mặt chính trị tại Việt Nam.

## Dư luận quanh sự kiện bị bắt và khởi tố

### Cộng đồng mạng Facebook
Trước khi Nguyễn Tiến Trung bị đem ra xét xử, một số nhóm người dùng mạng Facebook đã kêu gọi thả tự do cho Nguyễn Tiến Trung trên Facebook. Điển hình là nhóm "Release Nguyen Tien Trung - say 1000's and 1000's of Vietnamese on FB"  đã tập hợp gần 1000 thành viên, ký đơn thỉnh nguyện chính phủ nước Cộng hoà Xã hội Chủ nghĩa Việt Nam thả tự do cho Nguyễn Tiến Trung.

### Gia đình và người thân
Bà Lê Thị Minh Tâm mẹ anh nói rằng bà không muốn con mình tham gia những việc "lớn lao và nguy hiểm" như thế này tuy nhiên bà không ngăn cản được. Khi anh bị bắt, mẹ anh nói "gia đình không quá bất ngờ".
Nguyễn Hoàng Lan, bạn gái của Nguyễn Tiến Trung, một nghiên cứu sinh ngành luật hiến pháp tại Hoa Kỳ và phát ngôn nhân của Đảng Dân chủ Việt Nam thế kỉ 21, cho rằng anh hoàn toàn đúng đắn và ủng hộ những gì anh làm. Sau khi bản nhận tội của Nguyễn Tiến Trung được công bố, Nguyễn Hoàng Lan cho rằng việc cho công bố đoạn video nhận tội của Nguyễn Tiến Trung cũng như của các nhà dân chủ khác là kết quả của một sự dàn xếp, trao đổi, kể cả đe dọa của chính quyền Việt Nam trong nước do phải chịu các sức ép rất lớn từ quốc tế trong thời gian qua.
Nguyễn Hoài Nam, em trai Nguyễn Tiến Trung, hiện đang là kĩ sư cơ khí tại Pháp, cũng ủng hộ việc làm của anh trai trong một cuộc phỏng vấn của đài SBTN Hoa Kỳ.

### Dư luận quốc tế
Vụ bắt giữ đã được nhiều báo đài trong và ngoài nước đưa tin như BBC, AFP, đài châu Á tự do, đài tiếng nói Hoa Kỳ, Asianews, báo Le monde, l'Express của Pháp.
Ngày 8/7/2009, bà Loretta Sanchez, một dân biểu Liên bang Hoa Kỳ, lên án trước Hạ viện Quốc hội Hoa Kỳ sự giam giữ của chính quyền Việt Nam đối với anh Nguyễn Tiến Trung, luật sư Lê Công Ðịnh và các nhà đấu tranh dân chủ khác.
Giáo sư Carl Thayer, một chuyên gia về Việt Nam tại Học viện Quốc phòng Australia, nhận định rằng cáo buộc anh Nguyễn Tiến Trung "âm mưu chống phá nhà nước" là ngụy tạo và vô ích vì "đây chỉ là những hành động độc lập và ôn hòa. Điều họ làm chỉ là lên án và nói điều bất mãn về chính phủ." Giáo sư Carl Thayer cũng cho rằng việc bắt giữ Nguyễn Tiến Trung và các nhà dân chủ khác một phần nằm trong chiến dịch trấn áp báo chí kể từ khi ông Tô Huy Rứa vào Bộ chính trị hồi đầu năm 2008 kiêm nhiệm chức trưởng Ban Tuyên giáo Trung ương - một chức vụ có sự hợp tác chặt chẽ với Đảng Cộng sản Trung Quốc trong các vấn đề về tư tưởng.
Cũng liên quan đến việc bắt giữ Nguyễn Tiến Trung, Tổ chức Phóng viên không biên giới đã chính thức lên án hành động này, cho rằng trong lúc thế giới đang đổ dồn sự chú ý về Iran và Tân Cương thì Chính quyền Việt Nam đã liên tục bắt giữ những nhà hoạt động dân chủ từng người một, đặc biệt là những người luôn khích lệ cho tiếng nói tự do dân chủ của Việt Nam bằng ngòi bút của mình, và điều đó đã đánh mất thành quả dân chủ của Việt Nam có được trong 10 năm.
Ngày 14/7, Liên hiệp châu Âu (The European Union) với đại diện là Nhóm Bộ ba EU (EU-Troika) gồm Đại sứ Thụy Điển, Tây Ban Nha và Ủy ban châu Âu (The European Commision) đã lên tiếng bày tỏ sự quan ngại đặc biệt liên quan đến việc bắt giữ Nguyễn Tiến Trung.
Theo Thông tấn xã Pháp Agence France-Presse (AFP), một số nhà phân tích về Việt Nam như David Koh, Carl Thayer, và Ben Kerkvliet cho rằng các vụ bắt người kể từ vụ bắt Luật sư Lê Công Định và bao gồm cả vụ bắt Nguyễn Tiến Trung, là một phần của một chiến dịch trừng phạt dài ngày của chính phủ Việt Nam và nó phản ánh sự nhạy cảm của chính phủ này đối với các thế lực nước ngoài mà họ cho là thù địch.
Ngày 27 tháng 7 Tổ chức Phóng viên không biên giới tiếp tục bày tỏ sự lo ngại về việc bắt giữ này. Thông cáo báo chí nói họ đã bị "sốc" khi biết Nguyễn Tiến Trung không được phép tiếp xúc với luật sư hay người thân trong suốt ba tuần bị giam giữ, cho rằng đây là một trong các phương pháp "đáng hổ thẹn" (disgraceful) của an ninh Việt Nam nhằm triệt tiêu ý chí của những người bất đồng chính kiến trước khi buộc họ phải nhận "tội" như đã làm với luật sư Lê Công Định trước đó.
Ngày 2 tháng 8, một nhóm người ủng hộ Nguyễn Tiến Trung trong đó có giáo sư Philippe Echard, Đại học Rennes, Pháp, đã tổ chức biểu tình tại quảng trường Trocadero, Paris để vận động thả tự do cho anh. Ông Echard cho rằng việc một người bị bắt vì bày tỏ ý kiến, nói lên tiếng nói dân chủ của một công dân là không bình thường.
Ngày 22/10/2009, ông Jean-François Julliard, tổng thư ký của Tổ chức Phóng viên không biên giới đã tham dự buổi họp báo tại Rennes. Theo nguồn tin trên website của RSF, hàng trăm người đã tham gia vào buổi họp báo và biểu tình, cũng như một số chính trị gia của vùng. Ông nhấn mạnh "chính quyền Việt Nam cần lắng nghe lời kêu gọi trả tự do cho nhà đấu tranh dân chủ trẻ Nguyễn Tiến Trung" và khẳng định cần tiếp tục các hoạt động tương tự vì chính quyền Việt Nam rất nhạy cảm với các vấn đề liên quan đến hình ảnh của Việt Nam. Tờ báo "Le mensuel de Rennes" và "Ouest France" cũng tường thuật lại sự kiện này.
Vào ngày 10 tháng 12 năm 2013, Ân xá Quốc tế tại Pháp mở cuộc vận động nhân quyền 10 ngày đòi trả tự do cho nhà bất đồng chính kiến Nguyễn Tiến Trung. Có tới 21 nghìn 500 người ký tên qua cách gửi tin nhắn vào trang www.10jourspoursigner.org.

## Đánh giá
Nguyễn Trọng Phúc, cựu Viện trưởng Viện Lịch sử Đảng, thì cho rằng bản thân Nguyễn Tiến Trung cùng những người bị bắt "đã bộc lộ ý đồ chính trị rất rõ ràng. Các đối tượng này chống đối lại nhà nước và chống đối chế độ xã hội chủ nghĩa." 
Nguyễn Khắc Toàn, một người bất đồng chính kiến ở Việt Nam, thì cho rằng Nguyễn Tiến Trung cũng như một số người khác chưa có kinh nghiệm cả về đường đời lẫn hoạt động chính trị, chưa bao giờ bị bắt bớ nặng nề, quá nóng vội, xốc nổi và bồng bột.
Giáo sư Philippe Echard, Đại học Rennes, người từng là trưởng khoa Quan hệ quốc tế của Viện INSA khi Nguyễn Tiến Trung còn theo học ở đây đánh giá về anh như sau: "Ở đại học, Trung là một sinh viên rất giỏi, học hết năm thứ nhất, anh đã đỗ đầu khóa. Đó là lý do đầu tiên tôi chú ý đến Trung. Ngoài ra, Trung là một người có suy nghĩ rất nhanh nhạy. Tôi có thể khẳng định là trong các buổi thảo luận rất tự do trong lớp, Trung không bao giờ tỏ thái độ chống đối chính quyền Việt Nam. Trái lại, cũng như những sinh viên Việt Nam khác, Trung là một người có tinh thần dân tộc rất cao, theo nghĩa tốt của nó, tức là anh ta yêu đất nước mình, nhưng có lẽ anh ta nóng lòng muốn cho đất nước mình tiến nhanh hơn trên con đường dân chủ, chứ không phải theo con đường hiện nay ở Việt Nam." 
Tờ báo l'Express của Pháp ngày 6/11 đã đăng tin tức về Trung với lời bình luận "Nguyễn Tiến Trung có làm cho Đảng Cộng sản Việt Nam sợ hãi"  Tờ báo đã đăng đường link của thỉnh nguyện thư kêu gọi trả tự do cho anh.

## Xét xử và tuyên án
Anh chính thức bị chính quyền Việt Nam bắt vào ngày 7 tháng 7 năm 2009. Cùng với một số nhân vật như Lê Công Định, Trần Huỳnh Duy Thức, Lê Thăng Long bị tòa án nhân dân TP.Hồ Chí Minh đưa ra xét xử vào ngày 20 tháng 1 năm 2010, riêng cá nhân anh bị tuyên án 7 năm tù giam.

## Trả tự do
Dưới áp lực của quốc tế, chính quyền Việt Nam đã trả tự do cho Nguyễn Tiến Trung trước thời hạn vào ngày 12/04/2014. Cùng đợt trả tự do có ông Vi Đức Hồi và tiến sĩ Luật Cù Huy Hà Vũ.
Trả lời đài VOA ngay sau khi ra tù, Nguyễn Tiến Trung nói ông hối tiếc vì trước đó ông đã nhận tội và xin khoan hồng. Nguyễn Tiến Trung cũng khẳng định sự khác biệt giữa án của ông và án của Trần Huỳnh Duy Thức chính là ở chỗ nhận tội và xin khoan hồng trên.

## Ý kiến từ người thân và chính phủ một số nước
Việc chính quyền Việt Nam bắt và đưa ra tuyên án đối với anh cũng như các nhân vật trên vào ngày 20 tháng 1 năm 2010, đã bị các quốc gia phương tây như Anh, Hoa Kỳ và Liên minh châu Âu lên tiếng phản đối. Bộ ngoại giao Anh ra thông cáo và bày tỏ quan ngại Không thể cầm tù bất kỳ ai vì người đó bày tỏ quan điểm của mình một cách hòa bình, Còn đại diện của Hoa Kỳ ra thông cáo Chúng tôi cũng quan ngại về việc tiến hành phiên toà rõ ràng đã thiếu trình tự chuẩn mực, các bản án đã "đi ngược lại với Tuyên ngôn Nhân quyền Liên Hợp Quốc, việc kết tội này cũng đặt ra những câu hỏi nghiêm trọng đối với cam kết của Việt Nam về nền pháp trị và cải cách.
Ngoài ra, Tổ chức ân xá quốc tế cũng ra thông cáo với việc bắt và tuyên án này là Những người này đáng ra không bao giờ nên bị bắt chứ đừng nói là bị buộc tội và nhận án tù, phiên tòa rõ ràng là sự nhạo báng công lý.
Nhận xét về việc tuyên án và xét xử của tòa án Việt Nam, người thân của anh đã phát biểu sống ở Việt Nam đành chấp nhận vậy.